# هربرت ویدرمن
هربرت ویدرمن (انگلیسی: Herbert Wiedermann؛ زادهٔ ۱ نوامبر ۱۹۲۷) قایقران کانو اهل اتریش است.